# Garies
Garies è un centro abitato del Sudafrica, situato nella provincia del Capo Settentrionale.